# جلال عبده
جلال عَبدُه، (۱۲۸۸ بروجرد – ۱۳۷۵ تهران) قاضی، قانونگذار و دیپلمات دوره پهلوی بود که در مجامع بین‌المللی شهرت یافت.
او از جانب سازمان ملل متحد مدتی حکمران گینه بیسائو غربی بود.
پدرش شیخ محمد عبده سالها رئیس دادگاه انتظامی قضات و مدرس مدرسه معقول و منقول بود و درتدوین قانون مدنی ایران نقش داشت. خودش نیز در سوئیس درس خواند و دکترای حقوق گرفت.
نام جلال عبده پس از شهریور ۱۳۲۰ بر سر زبان‌ها افتاد زمانی که در مقام دادستان دیوان کیفر گروهی از مسئولان امنیتی دوران رضاشاه، همچون پزشک احمدی و سرپاس مختاری را به جرم قتل آیت‌الله مدرس، محمد فرخی‌یزدی و نصرت‌الدوله فیروزمیرزا به محاکمه کشید.
عبده با این شهرت، در سال ۱۳۲۲ در انتخابات دوره چهاردهم مجلس شورای ملی شرکت کرد و به عنوان نماینده تهران به مجلس راه یافت. در دوره بعد (پانزدهم) نیز کرسی نمایندگی را حفظ کرد. سپس از وزارت دادگستری به وزارت امورخارجه منتقل شد و کرسی سفارت ایران در هند را از آن خود کرد.
جلال عبده سپس به جای علیقلی اردلان سمت نمایندگی دائم ایران را در سازمان ملل به عهده گرفت. در این سمت در کنفرانس باندونگ به عنوان رئیس هیئت ایرانی شرکت کرد. و از جانب سازمان ملل به مأموریت‌هایی در کشورهای کامرون و گینه نو فرستاده شد. دکتر جلال عبده از جانب سازمان ملل مدتی حکمران گینه نو غربی غربی بود.
جلال عبده مدت کوتاهی مقام وزارت امورخارجه را به‌دست‌آورد، ولی به دلیل دخالت شاه استعفاء داد. در سالهای پایانی عمر، مدیرعامل کانون بانک‌ها و رئیس جمعیت ایرانی طرفدار ملل متحد بود. او خاطرات سیاسی‌اش را در کتابی با عنوان چهل سال در صحنه قضائی، سیاسی، دیپلماسی ایران و جهان به رشته تحریر درآورده که به کوشش مجید تفرشی در مؤسسه خدمات فرهنگی رسا منتشر شده‌است.
جلال عبده برادر علی عبده، مشت‌زن و بنیانگذار باشگاه پرسپولیس و بولینگ عبده بود.